# Furtki
Furtki – skała w miejscowości Podzamcze w województwie śląskim, w powiecie zawierciańskim, w gminie Ogrodzieniec. Znajduje się w zewnętrznych murach Zamku Ogrodzieniec, w południowym narożniku jego przedzamcza. Są to tereny Wyżytny Częstochowskiej wchodzącej w skład Wyżyny Krakowsko-Częstochowskiej.
Skała Furtki wkomponowana jest w mur zamkowy i znajduje się na terenie otwartym. Zbudowana jest z twardych wapieni skalistych, ma wysokość 10 m, ściany połogie i pionowe lub przewieszone z filarem.
Obok skały Furtki biegnie Szlak Orlich Gniazd – jeden z głównych szlaków turystycznych Wyżyny Krakowsko-Częstochowskiej.

## Drogi wspinaczkowe
Na ścianie zachodniej i południowej wspinacze skalni poprowadzili 6 dróg wspinaczkowych o trudności od V do VI.4+ w skali Kurtyki.
Wszystkie mają zamontowane stałe punkty asekuracyjne: ringi (r) i stanowisko zjazdowe (st).
Furtki I
1. Lato leśnych ludzi; 3r + st, V, 12 m
2. Flow; 4r + st, VI.4+, 12 m
3. Mocy przybywaj; 4r + st, VI.3, 12 m
4. Słaba motywacja; 4r + st, VI.3 12 m

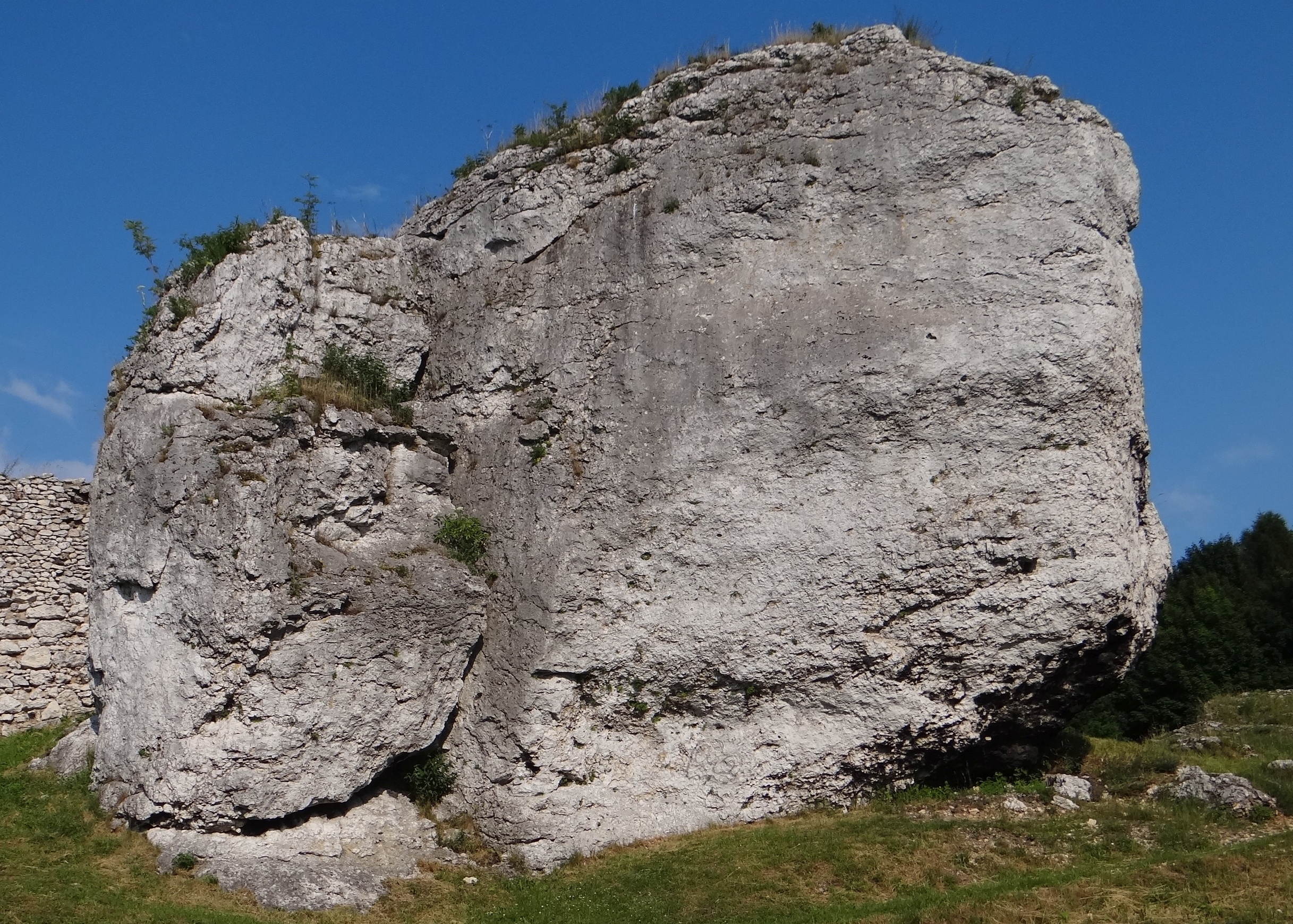
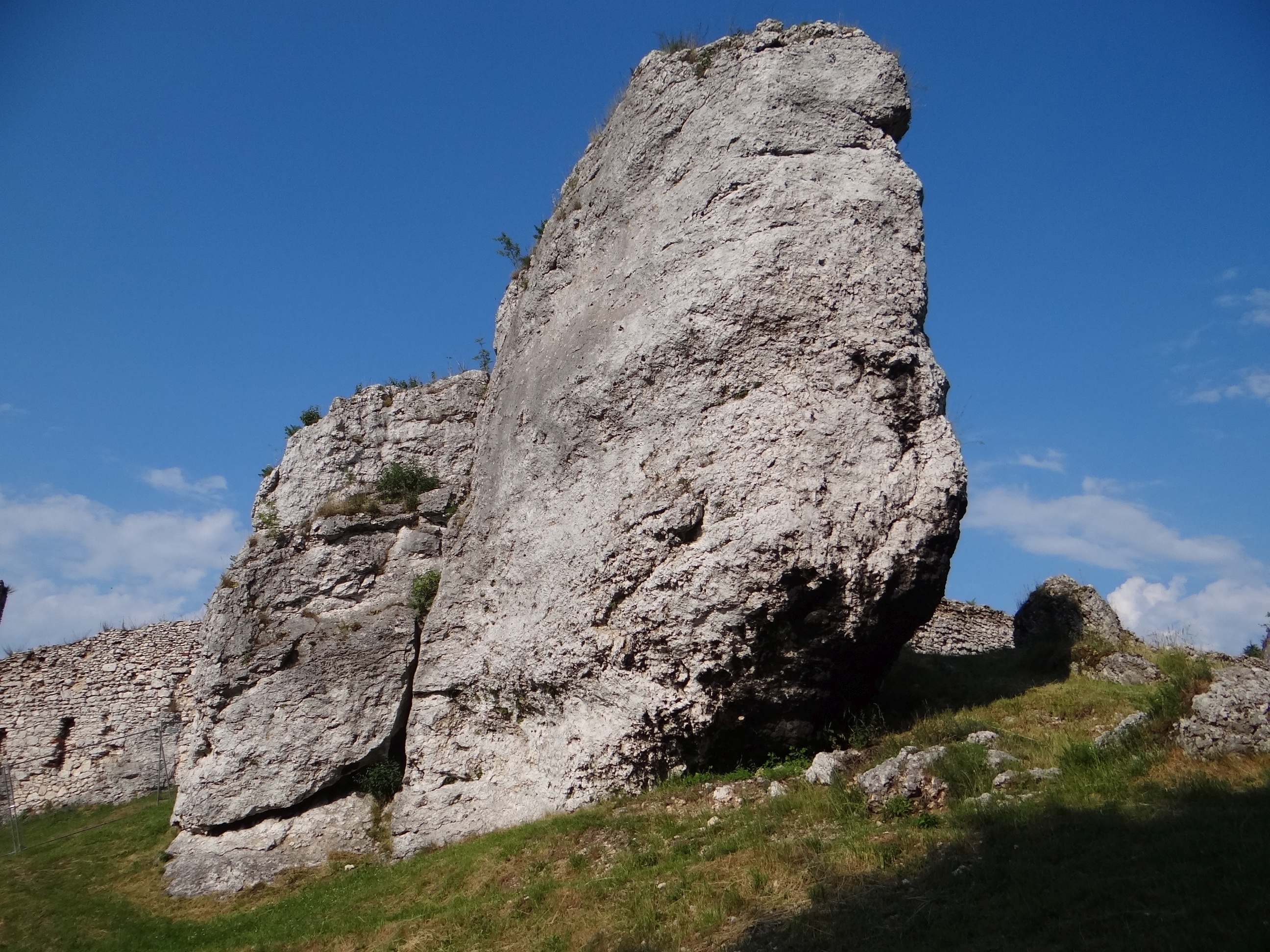
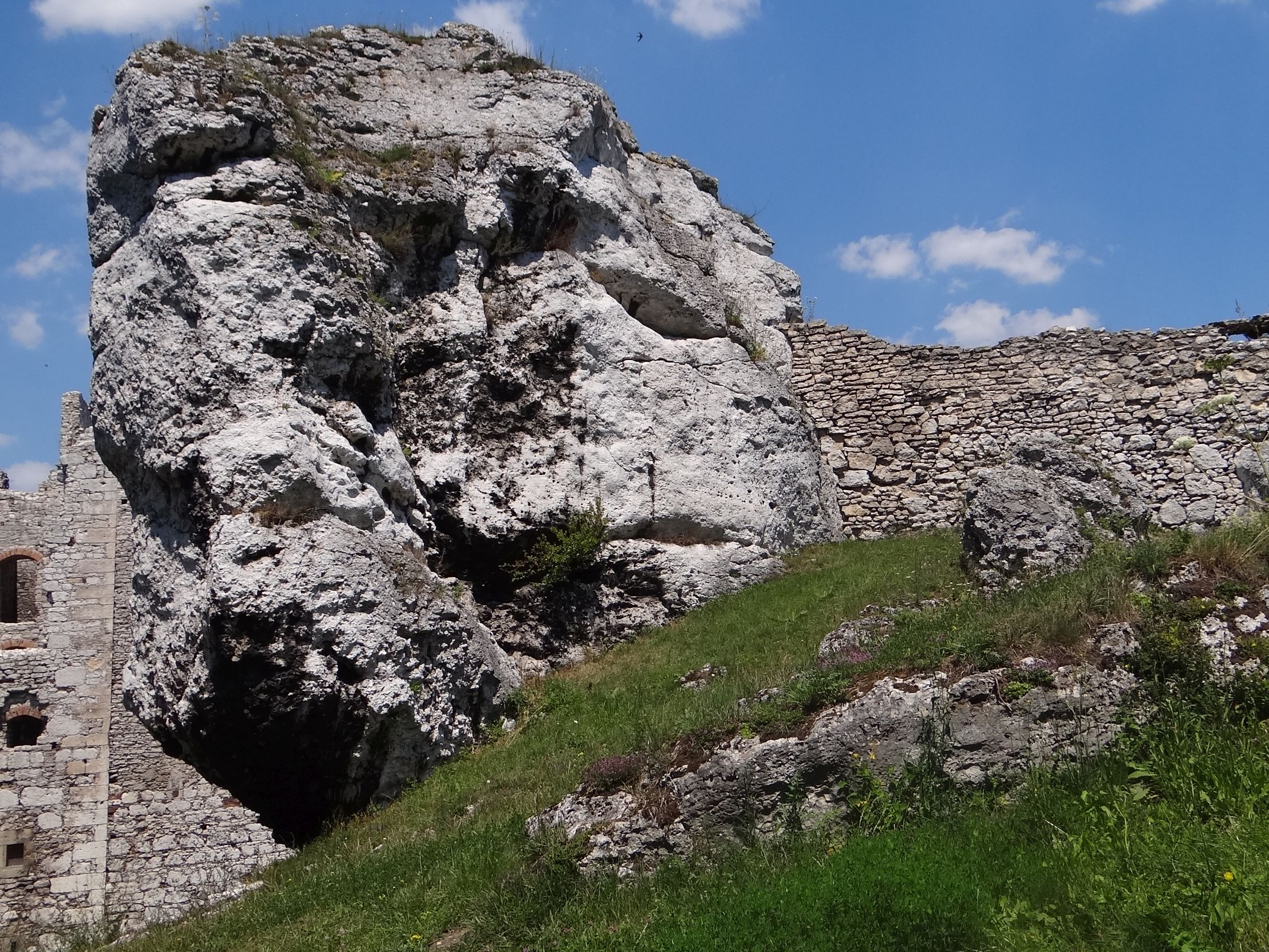

5. Furtki; 4r + st, VI.2, 12 m

Furtki II
1. Filar Furtki; 2r + st, VI, 11 m[3].